# Буатси, Джошуа
Джошуа Буатси (англ. Joshua Buatsi; род. 14 марта 1993, Аккра, Гана) — британский боксёр-профессионал, ганского происхождения, выступающий в полутяжёлой весовой категории. Бронзовый призёр Олимпийских игр (2016) и бронзовый призёр чемпионата Европы (2015) в весовой категории до 81 кг, в любителях. Среди профессионалов бывший временный чемпион мира в полутяжёлой весовой категории (WBO, (2024—2025), и бывший чемпион по версии WBA International (2018—2021) и чемпион Великобритании по версии BBBofC (2019—2020) в полутяжёлом весе.
Лучшая позиция по рейтингу BoxRec — 4-я (июнь 2024) и являлся 1-м среди британских боксёров полутяжёлой весовой категории, а по рейтингам основных международных боксёрских организаций занял: 1-ю строку рейтинга WBC, 1-ю строчку рейтинга WBA, 3-ю строку рейтинга IBF, и 1-ю строку рейтинга WBO — входя в ТОП-5 лучших полутяжёловесов всей планеты.

## Биография
Родился 14 марта 1993 года в городе Аккра, в Гане.

## Любительская карьера
В мае 2011 года выиграл молодёжный чемпионат Англии (1993 года рождения) в полутяжёлой весовой категории (до 81 кг).
В июне 2011 года завоевал серебряную медаль молодёжного чемпионата Великобритании (1993 года рождения) в полутяжёлой весовой категории (до 81 кг).

### Чемпионат Англии 2013
Выступал в полутяжёлой весовой категории (до 81 кг). В четвертьфинале победил Карла Тансли. В полуфинале проиграл Рикки Кротти.

### Чемпионат Англии 2014
Выступал в полутяжёлой весовой категории (до 81 кг). В четвертьфинале победил Закари Паркера. В полуфинале победил Томаса Барри. В финале победил Линдона Артура.

### Всемирная серия бокса2015
Представлял команду British Lionhearts (Великобритания). Выступал в полутяжёлой весовой категории (до 81 кг). 19 марта 2015 года проиграл голландцу Петеру Мёлленбергу. 9 апреля 2015 года проиграл россиянину Павлу Силягину.

### Чемпионат Англии 2015
Выступал в полутяжёлой весовой категории (до 81 кг). В четвертьфинале победил Гэри Мейора. В полуфинале победил Брайса Гудриджа. В финале победил Эшли Ванзи.

### Европейские игры 2015
Выступал в полутяжёлой весовой категории (до 81 кг). В 1/16 финала проиграл азербайджанцу Теймуру Мамедову.

### Чемпионат Европы 2015
Выступал в полутяжёлой весовой категории (до 81 кг). В 1/16 финала победил косовара Арменда Джоджайя. В 1/8 финала победил эстонца Айнара Карлсона. В четвертьфинале победил поляка Матеуша Трица. В полуфинале проиграл голландцу Петеру Мёлленбергу.

### Чемпионат мира 2015
Выступал в полутяжёлой весовой категории (до 81 кг). В 1/16 финала победил южнокорейца Ким Хён Кю. В 1/8 финала проиграл кубинцу Хулио Сесару ла Крусу.

### Всемирная серия бокса2016
Представлял команду British Lionhearts (Великобритания). Выступал в полутяжёлой весовой категории (до 81 кг). 3 марта 2016 года победил француза Сулимана Абдурашидова.

### Олимпийские игры 2016
Представляет Великобританию на Олимпиаде в Рио-де-Жанейро. Выступает в полутяжёлой весовой категории (до 81 кг). В 1/16 финала победил угандийца Кеннеди Катенде. В 1/8 финала победил узбекистанца Эльшода Расулова. В четвертьфинале победил алжирца Абдельхафида Беншабла. В полуфинале проиграл казахстанцу Адильбеку Ниязымбетову.

## Профессиональная карьера
В июне 2017 года подписал контракт с британской промоутерской компанией Matchroom Sport, возглавляемой Эдди Хирном. Менеджером Буатси является известный британский боксёр Энтони Джошуа.
1 июля 2017 года дебютировал на профессиональном ринге. Одержал победу техническим нокаутом во 2-м раунде.
14 августа 2021 года в Брентвуде (Англия), в отборочном бою за титул интернационального чемпиона WBA в полутяжелом весе и № 2 строчку WBA, досрочно техническим нокаутом в 11-м раунде победил опытного латвийца Ричарда Болотника (18-5-1).
21 мая 2022 года в Лондоне провел претендентский бой по версии WBA в полутяжёлом весе (до 79,4 кг) и Крейгом Ричардсом. Бой закончился по очкам ср счетом: Счёт судей: 116—112, 115—113 и 115—113 в пользу фаворита Буатси.
3 февраля 2024 года в Лондоне (Англия) одержал победу решением судей в еще одном отборочном поединке по версии WBA против своего 34-летнего соотечественника Дэна Азиза. Бой проходил в среднем темпе и на протяжении всего боя Буатси выглядел предпочтительней. В 11 раунде Азизу были отсчитаны спорные нокдауны. Концовка боя была полностью за Джошуа. Счет судей составил: 116—110 и 117—109 дважды. Когда Буатси сможет реализовать своё право на бой с чемпионом Биволом не известно ввиду объединительного боя с другим чемпионом Бетербиевым.

#### Бой за временный титул WBO против Уилли Хатчинсона
Команды Буатси и Уилли Хатчинсона достигли договоренности о поединке за временный титул WBO. Изначально Буатси должен был встретиться с Энтони Ярдом, но тот отказался от поединка. Команды боксеров смогли договориться и решить все вопросы спокойно выйдя на бой избежав промоутерских торгов. Противостояние прошло в андеркарде супербоя в Лондоне между Джошуа — Дюбуа за пояс IBF. Хатчингсон хорошо начал бой, но вторая половина оказалась полностью за фаворитом Буатси. Уилли оказывался в нокдауне в 6-м и в 9-м раунде. Так же с него снимали очко в 7-м раунде за удар головой. Окончательный счёт судей: 113—112 в пользу Хатчинсона, 117—109 и 115—110 в пользу Буатси.

#### Бой с Калумом Смитом
22 февраля 2025 года в Эр-Рияде (Саудовская Аравия) в андеркарде реванша Артур Бетербиев — Дмитрий Бивол сразился с бывшим чемпионом мира во 2-м среднем весе британцем Каллумом Смитом. Счёт боя: 113—115, 112—116, 110—119 в пользу Смита.

## Статистика профессиональных боёв
В таблице перечислены результаты всех поединков боксёров.
В каждой строке указан результат поединка. Дополнительно номер поединка обозначен цветом, который обозначает итог поединка. Расшифровка обозначений и цветов представлена в нижеследующей таблице.
| Пример | Расшифровка                     |
| ------ | ------------------------------- |
|        | Победа                          |
|        | Ничья                           |
|        | Поражение                       |
|        | Планируемый поединок            |
|        | Поединок признан несостоявшимся |
| КО     | Нокаут                          |
| ТКО    | Технический нокаут              |
| PTS    | Решение судей (по очкам)        |
| UD     | Единогласное решение судей      |
| MD     | Решение большинства судей       |
| SD     | Раздельное решение судей        |
| RTD    | Отказ от продолжения боя        |
| DQ     | Дисквалификация                 |
| NC     | Поединок признан несостоявшимся |

| 20 поединков, 19 побед (13 нокаутом), 1 поражение. | 20 поединков, 19 побед (13 нокаутом), 1 поражение. | 20 поединков, 19 побед (13 нокаутом), 1 поражение. | 20 поединков, 19 побед (13 нокаутом), 1 поражение. | 20 поединков, 19 побед (13 нокаутом), 1 поражение.           | 20 поединков, 19 побед (13 нокаутом), 1 поражение. | |
| Бой                                                | Рекорд                                             | Дата                                               | Соперник                                           | Место проведения                                             | Результат                                          | Примечание |
| -------------------------------------------------- | -------------------------------------------------- | -------------------------------------------------- | -------------------------------------------------- | ------------------------------------------------------------ | -------------------------------------------------- | --- |
| 19                                                 | 19-1                                               | 22 февраля 2025                                    | Каллум Смит (30-2)                                 | Kingdom Arena, Эр-Рияд, Саудовская Аравия                    | UD 12                                              | Бой за титул временного чемпиона мира по версии WBO (1-я защита Буатси) в полутяжёлом весе. Счёт: 113-115, 110-119, 112-116. |
| 19                                                 | 19-0                                               | 21 сентября 2024                                   | Уилли Хатчинсон (18-1)                             | Стадион Уэмбли, Лондон, Англия, Великобритания               | SD 12                                              | Завоевал вакантный титул временного чемпиона мира в полутяжёлом весе по версии WBO. Хатчинсон в нокдауне в 6-м и в 9-м раундах. Счёт: 115-110, 112-113, 117-108.                                                                                    |
| 18                                                 | 18-0                                               | 3 февраля 2024                                     | Дэн Азиз (20-0)                                    | Стадион Уэмбли, Лондон, Англия, Великобритания               | UD 12                                              | Элиминатор WBA в полутяжелом весе. Завоевал титулы чемпиона Великобритании BBBofC (3-я защита Азиза) и Commonwealth Boxing Council (1-я защита Азиза) в полутяжёлом весе. Азиз два раза в нокдауне в 11-м раунде. Счёт: 116-110 и 117-109 (дважды). |
| 17                                                 | 17-0                                               | 6 мая 2023                                         | Павел Стемпень (18-0-1)                            | Resorts World Arena, Бирмингем, Англия, Великобритания       | UD 10                                              | Счёт: 100-90, 98-92, 97-94 |
| 16                                                 | 16-0                                               | 21 мая 2022                                        | Крэйг Ричардс (17-2-1)                             | O2 Арена, Лондон, Англия, Великобритания                     | UD 12                                              | Элиминатор WBA в полутяжёлом весе. Счёт: 116-112 и 115-113 (дважды). |
| 15                                                 | 15-0                                               | 14 августа 2021                                    | Ричард Болотник (18-5-1)                           | Matchroom HQ Garden, Брентвуд, Англия, Великобритания        | TKO 11 (12), 2:08                                  | Болотник в нокдауне в 6-м и в 11-м раундах. |
| 14                                                 | 14-0                                               | 15 мая 2021                                        | Даниэль Бленда душ Сантуш (15-0)                   | Манчестер Арена, Манчестер, Англия, Великобритания           | TKO 4 (10)                                         | Защитил титул чемпиона по версии WBA International (6-я защита Буатси) в полутяжёлом весе. Сантуш в нокдауне один раз в 1-м раунде и один раз в 4-м раунде.                                                                                         |
| 13                                                 | 13-0                                               | 4 октября 2020                                     | Марко Чалич (11-0)                                 | Marshall Arena, Милтон-Кинс, Англия, Великобритания          | TKO 7 (12)                                         | Защитил титул чемпиона по версии WBA International (5-я защита Буатси) в полутяжёлом весе. Чалич в нокдауне в 7-м раунде. |
| 12                                                 | 12-0                                               | 31 августа 2019                                    | Райан Форд (16-4)                                  | O2 Арена, Лондон, Англия, Великобритания                     | KO 7 (10)                                          | Защитил титул чемпиона по версии WBA (4-я защита Буатси) International в полутяжёлом весе. |
| 11                                                 | 11-0                                               | 1 июня 2019                                        | Марко Антонио Перибан (25-4-1)                     | Мэдисон-сквер-гарден, Нью-Йорк, штат Нью-Йорк, США           | TKO 4 (10)                                         | Защитил титул чемпиона по версии WBA International (3-я защита Буатси) в полутяжёлом весе. |
| 10                                                 | 10-0                                               | 23 марта 2019                                      | Лиам Конрой (16-3-1)                               | Коппер-Бокс, Лондон, Англия, Великобритания                  | TKO 3 (12)                                         | Завоевал вакантный титул чемпиона Великобритании по версии BBBofC в полутяжёлом весе. Конрой два раза в нокдауне в 3-м раунде. |
| 9                                                  | 9-0                                                | 22 декабря 2018                                    | Ренольд Кинлан (12-3)                              | O2 Арена, Лондон, Англия, Великобритания                     | TKO 1 (10)                                         | Защитил титул чемпиона по версии WBA International (2-я защита Буатси) в полутяжёлом весе. |
| 8                                                  | 8-0                                                | 13 октября 2018                                    | Тони Аверлан (26-10-2)                             | Metro Radio Arena, Ньюкасл-апон-Тайн, Англия, Великобритания | TKO 1 (10)                                         | Защитил титул чемпиона по версии WBA International (1-я защита Буатси) в полутяжёлом весе. |
| 7                                                  | 7-0                                                | 28 июля 2018                                       | Андрей Покумейко (17-14-1)                         | O2 Арена, Лондон, Англия, Великобритания                     | TKO 1 (10)                                         | Завоевал вакантный титул чемпиона по версии WBA International в полутяжёлом весе. |
| 6                                                  | 6-0                                                | 5 мая 2018                                         | Стефан Куэва (8-1-3)                               | O2 Арена, Лондон, Англия, Великобритания                     | TKO 5 (8)                                          | |
| 5                                                  | 5-0                                                | 31 марта 2018                                      | Бартломей Графка (20-28-3)                         | Principality Stadium, Кардифф, Уэльс, Великобритания         | PTS 6                                              | Счёт: 60-54. |
| 4                                                  | 4-0                                                | 3 февраля 2018                                     | Джордан Джозеф (7-1-1)                             | O2 Arena, Лондон, Англия, Великобритания                     | TKO 2 (6)                                          | |
| 3                                                  | 3-0                                                | 28 октября 2017                                    | Седу Салл (10-6-2)                                 | Principality Stadium, Кардифф, Уэльс, Великобритания         | PTS 6                                              | Счёт: 60-54. |
| 2                                                  | 2-0                                                | 1 сентября 2017                                    | Батист Кастеньяро (8-12)                           | Йорк-холл, Лондон, Англия, Великобритания                    | TKO 5 (6)                                          | |
| 1                                                  | 1-0                                                | 1 июля 2017                                        | Карлос Мена (4-6)                                  | O2 Arena, Лондон, Англия, Великобритания                     | TKO 2 (6)                                          | |
| Бой                                                | Рекорд                                             | Дата                                               | Соперник                                           | Место проведения                                             | Результат                                          | Примечание |

## Боксёрские титулы

### Любительские
- 2011  Чемпион Англии среди молодёжи (1993 года рождения) в полутяжёлой весовой категории (до 81 кг).
- 2011  Серебряный призёр чемпионата Великобритании среди молодёжи (1993 года рождения) в полутяжёлой весовой категории (до 81 кг).
- 2013  Бронзовый призёр чемпионата Англии в полутяжёлой весовой категории (до 81 кг).
- 2014  Чемпион Англии в полутяжёлой весовой категории (до 81 кг).
- 2015  Чемпион Англии в полутяжёлой весовой категории (до 81 кг).
- 2015  Бронзовый призёр чемпионата Европы в полутяжёлой весовой категории (до 81 кг).
- 2016  Бронзовый призёр Олимпийских игр в полутяжёлой весовой категории (до 81 кг).

### Профессиональные
- Титул WBA International в полутяжёлом весе (2018—2021).
- Титул BBBofC British в полутяжёлом весе (2019—2020, 2024—н. в.).
- Титул Commonwealth Boxing Council в полутяжёлом весе (2024—н. в.).
- Временный чемпион мира в полутяжёлом весе по версии WBO (2024—н. в.).